# José Luis Riquelme
José Luis Riquelme y Gómez (Granada, 1813-Barcelona, 1888) fue un militar y político español.

## Biografía
Nacido en 1813 en Granada, obtuvo varias veces escaño de diputado entre 1857 y 1865, por Granada y Motril. Más adelante volvió a ser diputado en las primeras Cortes de la Restauración, por Granada, para pasar a desempeñar de 1877 en adelante el cargo de senador vitalicio. Fue teniente general y desempeñó los cargos de jefe de Estado Mayor del ejército de Cuba, general en jefe del ejército del Centro y Oriente de Cuba, director general de Caballería y capitán general de Cataluña. Obtuvo varias grandes cruces por méritos de guerra. Procedente del campo constitucional, en la década de 1880 votaba con los liberales. Falleció el 17 de agosto de 1888 en Barcelona.